# La follia di Almayer
La follia di Almayer (titolo originale Almayer's Folly) è il primo romanzo dello scrittore anglo-polacco Joseph Conrad, pubblicato per la prima volta nel 1895. Il romanzo, composto da 12 capitoli, è ispirato a persone (Almayer, Lingard) realmente esistite incontrate da Conrad durante viaggi nelle Indie Orientali come primo ufficiale a bordo del Vidar .

## Trama
Kaspar Almayer, un giovane olandese nato nelle Indie Orientali, viene preso in simpatia dal ricco e ormai vecchio capitano Lingard. Con la promessa di entrare in possesso un giorno della fortuna di Lingard, Almayer accetta di sposare la figlia adottiva del capitano, una ragazza malese che è stata forzata ad accettare stile di vita e religione dei colonizzatori, e di dirigere una stazione commerciale nel villaggio di Sambir sul fiume Pantai nella giungla del Borneo. Unico frutto di un matrimonio senza amore è Nina, che viene quasi subito sottratta all'influenza della madre per essere educata alla maniera europea a Singapore.
Gli anni seguenti segnano il continuo declino delle fortune di Almayer: la stazione commerciale perde la sua importanza a favore delle attività del ricco arabo Abdullah, la moglie non ha alcun rispetto per Kaspar, la casa "all'europea" diventa sempre più simile alle altre rozze abitazioni sul fiume. Anche la nuova casa, chiamata la "Follia di Almayer", che l'olandese aveva intenzione di costruire per ospitare degnamente la famiglia, non viene completata e lasciata in stato di abbandono. Almayer è ormai un uomo profondamente depresso e avvilito, la cui unica e ultima speranza è quella di trovare l'oro di Lingard e poter partire per l'Europa con la sua amata figlia, certo che, una volta ricca, questa sarà accettata e rispettata dai bianchi. 
Dain, un principe malese, giunge a Sambir per affari (acquistare polvere da sparo con cui combattere gli usurpatori olandesi). Almayer prova ad ottenere l'aiuto di Dain per andare a recuperare il tesoro nascosto nell'interno dell'isola, tesoro a lungo ricercato dal capitano Lingard. Dain inizialmente sembra dare ad Almayer la sua disponibilità per partecipare a questa spedizione, ma poi innamoratosi, ricambiato, di Nina e braccato dalle autorità olandesi per le sue azioni sovversive, fugge con la ragazza che intende far diventare sua sposa, mentre la madre di Nina inscena una presunta morte di Dain per sviare le indagini e le ricerche dei fuggitivi. 
Almayer, scoperta la tresca per opera di Taminah, la schiava malese di Bulangi che si era invaghita di Dain e odiava quindi Nina, raggiunge i due in procinto di imbarcarsi su una prau (barca a vela multiscafo tipica delle regioni della Malesia) e cerca in tutti i modi di dissuadere, invano, la figlia ad andare con quel "selvaggio". Resosi conto che la ragazza è ormai decisa a seguire il suo amato, Almayer si rassegna, sprofondando in una profonda crisi personale che vede svanire i suoi ultimi sogni di grandezza e, rendendosi schiavo dell'oppio, finisce i suoi giorni in completo abbandono e solitudine, non prima di aver dato fuoco alla vecchia casa, sperando così di dimenticare la figlia.

## Personaggi
- Kaspar Almayer è un commerciante di origine olandese fallito. La sua ambizione è di ottenere un grande profitto da una miniera d'oro segreta e tornare con la sua amata figlia Nina in Europa ad Amsterdam. Ha una affezionata scimmietta di nome Jack

- La moglie di Almayer è una malese che il capitano Lingard, padre adottivo, fa sposare a Kaspar promettendogli tutti i suoi averi, averi che egli perde in attività fallimentari. La donna disprezza il marito e tutti i bianchi

- Il capitano Tom Lingard, capitano del brigantino Flash, soprannominato Il Rajah laut (il re del mare), è un ormai vecchio e ricco mercante inglese che adottò una bambina malese, ora la moglie di Almayer

- Nina è la figlia degli Almayer, il padre l'aveva inviata, contro il parere della moglie, a Singapore per farla studiare e crescere da europea, nonostante il suo sangue misto. La ragazza, ormai adulta e bellissima, ritorna al piccolo insediamento della sua fanciullezza stanca dell'emarginazione e vessazione a cui viene sottoposta da parte dei bianchi, che, ad eccezione del padre, odia e disprezza

- Dain Maroola è un principe malese, figlio del Rajah di Bali, giunto a Sambir per affari che si innamora, ricambiato, di Nina

- Lakamba è il Rajah di Sambir, nemico di Almayer, che sopporta solamente credendo che l'uomo sappia dove si trovi il tesoro. Protegge Dain quando il giovane si scontrerà con le autorità olandesi

- Babalatchi è il consigliere, statista di Lakamba

- Abdulla, capo del porto commerciale, è un arabo mercante di Sambir, che odia Almayer per motivi di concorrenza e perché è un bianco

- Reshid è il nipote di Abdulla, che aspirava a sposare Nina

- Hudig è il proprietario dei magazzini commerciali di Makassar (nel romanzo Macassar)

- Il Sig. Vinck è il cassiere di Hudig

- Il capitano Ford è il capitano di un brigantino inglese a cui Almayer si rivolge per avere notizie di Lingard

- Jm-Eng è un cinese fumatore di oppio

- Bulangi è un malese la cui giovane schiava, Taminah, si innamora (invano) di Dain Maroola

- Mahmart Banjer è il malese che scopre il presunto cadavere di Dain Maroola

- Il Tenente e il Sottotenente della nave da guerra olandese (nomi sconosciuti)

## Curiosità
La follia di Almayer, insieme a Un reietto delle isole e Il salvataggio, fanno parte della cosiddetta: Trilogia di Lingard, poiché in tutti e tre i romanzi compare fra i personaggi il capitano Lingard. Da notare, comunque, che i tre romanzi non sono il prosieguo l'uno dell'altro.
Lakamba, seduto nella sua dimora, ascolta su un vecchio fonografo brani de il Trovatore di Verdi.

## Edizioni
- trad. di Lorenzo Gigli, Milano: Modernissima, 1925; Milano: Sonzogno, 1928
- trad. di Ida Lori, Milano: Bietti, 1928
- trad. di Lucia Krasnik, Milano: Delta, 1929
- trad. di Mario Benzi, Milano:Barion, 1930
- trad. di Tito Diambra, Milano: Morreale, 1930
- trad. di Giovanni Fletzer, Milano: Bompiani, 1956, con introduzione di Emilio Cecchi; dal 1994 con la trad. rivista da Mario Curreli
- trad. di Ugo Mursia, in Romanzi della Malesia, Milano: Mursia, 1968, con presentazione di Renato Prinzhofer o (in altre collane) di Elio Chinol
- trad. di Maria Teresa Mariani e Dunja Badnjevic Orazi, in Romanzi della Malesia, Roma: Newton Compton, 1991, con introduzione di Bruno Traversetti
- trad. di Maria Teresa Carbone, Milano: Garzanti, 1996, con introduzione di Francesco Binni
- trad. di Marco Papi, Milano: BUR, 2004, con introduzione di Alessandro Serpieri